# Five Lines
Five Lines – jazzowa grupa wokalna założona w 1992 roku przez Macieja Pawłowskiego. Zespół jest laureatem wielu festiwali jazzowych (między innymi I Nagroda na Międzynarodowym Festiwalu Wokalistów Jazzowych w Zamościu). Aktualnie działa w Teatrze Muzycznym Roma przy produkcjach musicalowych.

## Aktualny skład
- Lena Zuchniak/Małgorzata Szymańska/Justyna Bojczuk
- Marzena Ajzert–Lauks/Patrycja Bachora
- Agata Warda/Joanna Mews
- Liwia Pawłowska/Kalina Kasprzak
- Piotr Gogol/Michał Mielczarek
- Rafał Drozd/Kasper Zborowski-Weychman
- Sebastian Stanny/Artur Bomert
- Krzysztof Pietrzak/Bartosz Kuśmierczyk

## Dyskografia
- 1996 – Cat O`Nine Tails
- 1998 – FAME the Musical
- 2000 – Crazy for You
- 2001 – Grease
- 2004 – Koty (Cats) – Złota Płyta
- 2006 – Taniec wampirów – Platynowa Płyta
- 2007 – Akademia pana Kleksa
- 2008 – Upiór w operze – "Podwójna Platynowa Płyta"
- 2011 – Les Misérables – "Złota Płyta"